# Гаджиєв Рамік Замік огли
Рамік Замік огли Гаджиєв (нар. 14 серпня 2005, Баку, Азербайджан) — український футболіст лезгинського походження, лівий вінгер харківського «Металіста 1925». Бронзовий призер юнацького чемпіонату Європи 2024 у складі збірної України U-19.

## Клубна кар'єра
Народився в Баку, але ще в дитинстві разом з родиною переїхав до Харкова, де згодом й розпочав займатися футболом. У ДЮФЛУ виступав за харківські ДЮСШ № 4, «Арену», а також «Металіст 1925», де його тренерами були Віталій Ємельянов і Сергій Осадчій. Після цього перейшов до МФА (Мукачево), де тренувався під керівництвом Івана Фізера. У вересні 2022 року опинився в структурі «Дніпра-1».
В українській Прем'єр-лізі дебютував 24 вересня 2023 року в переможному (1:0) виїзному поєдинку 8-го туру проти луганської «Зорі». Рамік вийшов на поле на 79-й хвилині замість Валентина Рубчинського. Першим голом на професійному рівні відзначився 6 травня 2024 року на 57-й хвилині переможного (1:0) домашнього поєдинку 27-го туру Прем'єр-ліги проти криворізького «Кривбасу». Гаджиєв вийшов на поле в стартовому складі, а на 75-й хвилині його замінив Максим Третьяков.
15 жовтня 2024 року підписав п'ятирічний контракт з «Металістом 1925».

## Кар'єра в збірній
У березні 2024 року викликаний Дмитром Михайленком до списку гравців юнацької збірної України (U-19) для участі в матчах еліт-раунду кваліфікації чемпіонату Європи 2024 року. У футболці юнацької збірної України дебютував 20 березня 2024 року в переможному (2:0) матчі 7-ї групи кваліфікації чемпіонату Європи проти юнацької збірної Північної Македонії (U-19).
Наприкінці квітня 2024 року у ЗМІ з'явилася інформація, що Асоціація футбольних федерацій Азербайджану планує запросити нападника до збірної Азербайджану.

## Досягнення
Юнацька збірна України (U-19):
 Бронзовий призер юнацького чемпіонату Європи: 2024
 «Металіст 1925»:
 Бронзовий призер Першой ліги України: 2024/25